# Marco Cattaneo (cyclisme, 1982)
Pour les articles homonymes, voir Marco Cattaneo.
Marco Cattaneo (né le 5 juin 1982 à Milan) est un coureur cycliste italien.

## Palmarès
- 2001
  - 3e du Trofeo Comune di Fontevivo
- 2002
  - Circuito Isolano
- 2003
  - 2e de la Coppa Mario Menozzi
- 2004
  - Trophée Raffaele Marcoli
  - Circuito Guazzorese
  - 2e de la Coppa d'Inverno
  - 3e du Trophée MP Filtri
- 2005
  - Coppa Papà Espedito
  - Circuito Castelnovese
  - Coppa d'Inverno
  - 3e du Gran Premio Inda
- 2006
  -  Champion d'Italie des élites sans contrat
  - Trophée Angelo Schiatti
  - Giro della Valsesia
  - Coppa Colli Briantei Internazionale
  - Lombardia Tour
  - 2e de la Coppa Caduti Nervianesi
  - 2e du Circuito del Porto
  - 2e du Tour de la province de Cosenza
  - 3e du Gran Premio Industria del Cuoio e delle Pelli
- 2007
  - Milan-Tortone
  - Mémorial Ghisalberti
  - Gran Premio Ucat
  - Coppa della Pace
  - Trophée MP Filtri
  - Trophée Marco Rusconi
  - Milan-Rapallo
  - Coppa d'Inverno
  - 2e du Grand Prix Colli Rovescalesi
  - 2e du Tour de Toscane espoirs
  - 3e du Trofeo Torino-Biella
- 2009
  - 1re étape de la Semaine cycliste lombarde (contre-la-montre par équipes)

## Classements mondiaux
| Année           | 2005 | 2006 | 2007 | 2008 |
| --------------- | ---- | ---- | ---- | ---- |
| UCI Europe Tour | 656e | 104e | 264e | 759e |